# Makljenovac (Usora)
Pour les articles homonymes, voir Makljenovac.
Makljenovac (en cyrillique : Макљеновац) est un village de Bosnie-Herzégovine. Il est situé dans la municipalité d'Usora, dans le canton de Zenica-Doboj et dans la fédération de Bosnie-et-Herzégovine. Selon les premiers résultats du recensement bosnien de 2013, il compte 379 habitants.
Avant la guerre de Bosnie-Herzégovine, le village faisait entièrement partie de la municipalité de Doboj ; après la guerre, son territoire a été partiellement rattaché à la municipalité d'Usora, nouvellement créée et intégrée dans la fédération de Bosnie-Herzégovine.

## Géographie
Le village est situé au confluent de l'Usora et de la Bosna.

## Démographie

### Évolution historique de la population dans la localité
| 1948 | 1953 | 1961  | 1971  | 1981  | 1991  | 2013 |
| ---- | ---- | ----- | ----- | ----- | ----- | ---- |
| -    | -    | 1 406 | 1 705 | 2 057 | 2 164 | 379  |

|  |